# 猫檀家
猫檀家（ねこだんか）は、日本の伝説・昔話。寺で飼われていたネコが、その恩返しのために寺を栄えさせるというもので、各地に伝わる。

## あらすじ
各地で実在の寺院の中興に関する固有の伝説、あるいは寺院と結びつかないかたちの昔話として語られるが、概略はほぼ同じである。
貧しい寺の和尚が永く飼っていたネコに暇を出す。するとネコは、近いうちに長者（あるいは大名）の家で葬儀があるといって、和尚に策を授けた。葬儀の日になると亡骸を納めた棺桶が突然、空に舞い上がった。参列者たちが驚き、その場にいた僧侶たちが必死に祈祷するものの、棺桶は動かない。だが最後に貧しい寺の和尚が経を唱えると、棺桶が降りて来て、無事に葬儀を済ますことができた。この一件で和尚の名声が広まり、多くの家がその寺の檀家となり、寺は後々まで栄える
ネコを追い出す理由として、ネコが人間のように踊っていた、人間の言葉を話していた、ネコ仲間あるいはキツネと酒盛りをしていた、などの行動を寺の者が目撃したことが語られている話も多い。ネコが発生させた激しい雷雨のために葬儀が出せず、和尚が祈祷で天候を晴れさせたので名声を呼んだとする展開も見られる。

## 概要
東北地方から九州にかけて広く分布している。東北の報告例が多く把握されており、ネコが長年世話になった和尚への返しのために事件を起こし、それを和尚に解決させて地域からの信頼を獲得させる、というかたちで語られる。
葬列や棺に起こる異変はネコの仕業であり、年老いたネコが火車に化けて葬儀を襲うなど、ネコを妖怪・魔物と見なして語る点は一般にも語られていた俗信と共通した背景を持つものだと考えられる。

## 恩返しのあった寺院と僧侶の名
- 西海寺（福島県）
- 法蔵寺（長野県）
- 玉泉寺（長野県）
- 安養寺（静岡県）
- 本庄寺（静岡県）
- 善住寺（静岡県）
- 転法輪寺・空也別所（鳥取県） - 隣接する岡山県域でも同寺の伝説として語られている[6]。
- 龍寺（徳島県）
- 弥谷寺（香川県）

- 信行和尚（青森県）

## 猫報恩と猫退治

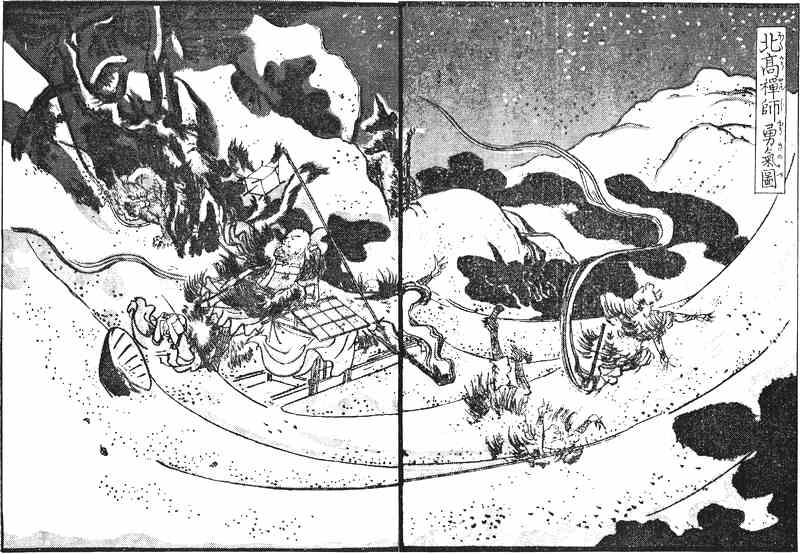
『北越雪譜』にある「北高和尚」の火車退治の挿絵。

和尚がネコ退治をするという展開は同様だが、ネコが和尚への恩返しのために悪者を演じていることが事前に知らされている内容以外に、「火車猫の尻尾」（山形県山形市・清源寺）、「火車落の袈裟」（『北越雪譜』、新潟県南魚沼市・雲洞庵）や、「手形傘」（山梨県甲府市・一蓮寺）などの伝説に見られるように、葬儀を襲撃して来たネコなどの妖怪を和尚が退治するだけの内容の例も各地には多くみられる。どちらの形であっても、退治をした僧侶が名声を得るという結末は同様である。
各地で妖怪として言い伝えられている火車の内容については、このような伝説で語られる内容と重なっており、火車によって奪われた亡骸やその着物の一部が大きな木の上に引っかかっている、火車によって攫われた猫嫌いの奥方様が駕籠ごと大きな木の上に引っかかっていたなどの表現は、猫檀家に属する伝説や昔話のなかにも、奪われた棺が大きな木の上に引っかかっていたなどの形で登場して来る。
ネコ以外の存在が語られる例も見られ、狒々（静岡県土方村）などの例も見られる。雷雨が葬列の邪魔をしたり、雷雲から魔物が出現したりする点から、「雷獣の爪」（千葉県、泉倉寺）のようにネコの妖怪でありながら、火車ではなく雷獣とも表現されていた例がみられる。